# Unreal!
Unreal! från 1994 är ett musikalbum av a cappella-gruppen The Real Group.

## Låtlista
| Nr | Titel                                              | Kompositör(er)                                          | Speltid |
| -- | -------------------------------------------------- | ------------------------------------------------------- | ------- |
| 1  | Flight of the Foo Birds                            | Neal Hefti                                              | 3:18    |
| 2  | Walkin'                                            | Richard Carpenter / Jon Hendricks                       | 4:19    |
| 3  | A Cappella in Acapulco                             | Anders Edenroth                                         | 4:05    |
| 4  | A Child Is Born                                    | Thad Jones                                              | 3:09    |
| 5  | Come Together                                      | John Lennon / Paul McCartney                            | 3:37    |
| 6  | Wait and See                                       | Anders Edenroth                                         | 3:58    |
| 7  | Skylark                                            | Hoagy Carmichael / Johnny Mercer                        | 2:49    |
| 8  | I've Found a New Baby                              | Jack Palmer / Spencer Williams                          | 2:30    |
| 9  | What Are You Doing the Rest of Your Life?          | Alan Bergman / Marilyn Bergman / Michel Legrand         | 5:27    |
| 10 | It Don't Mean a Thing (If It Ain't Got That Swing) | Duke Ellington / Irving Mills                           | 3:09    |
| 11 | Body and Soul                                      | Frank Eyton / Johnny Green / Edward Heyman /Robert Sour | 3:05    |
| 12 | Kristallen den fina                                |                                                         | 3:16    |
| 13 | Jag vet en dejlig rosa                             | Traditionell                                            | 3:42    |
| 14 | For the One I Love                                 |                                                         | 4:53    |